# Lorraine Hunt Lieberson
Lorraine Hunt Lieberson (San Francisco, 1 maart 1954 - Santa Fe, 3 juli 2006) was een Amerikaanse mezzosopraan, die bekendstond om haar grote dramatische kwaliteiten als zangeres. Ze wijdde haar carrière grotendeels aan de barok en het moderne repertoire. Haar zangcarrière kwam laat op gang; ze werkte eerst als altvioliste, en besloot later voltijd zang te gaan studeren. Destijds begon ze met zingen als sopraan, maar naarmate haar stem ontwikkelde werd hij lager en begon ze rollen en werken voor mezzosopraan te zingen. Haar carrière begon uiteindelijk rond haar dertigste en duurde tot haar 52e, toen ze stierf aan borstkanker.

## Leven
Haar ouders hielden zich beiden bezig met opera in het San Francisco Bay gebied; haar moeder was een alt en muziekdocente en haar vader gaf muziekles op de middelbare school en op de universiteit. Als kind speelde ze mee in Engelbert Humperdincks Hänsel & Gretel, als een gemberbroodjongetje. Jaren later nam ze opnieuw deel aan deze opera, naar aanleiding van een liefdadigheidsproject in gevangenissen, in de titelrol als Hänsel. Na deze opvoering auditeerde ze voor the Metropolitan Opera, toen ze 29 jaar oud was.
Naar aanleiding van de nieuwe opera Ashoka's Dream in Santa Fe in 1997, ontmoette ze de componist van het stuk Peter Lieberson, en trouwde met hem, twee jaar later. Haar naam veranderde ze van Lorraine Hunt naar Lorraine Hunt Lieberson. Peter Liebersons creativiteit nam grote vlucht tijdens hun relatie; hij componeerde Rilke Songs en Neruda Songs speciaal voor haar, beide werden opgenomen.
Ze stierf na een lange strijd met borstkanker op 3 juli 2006, 52 jaar oud in Santa Fe, New Mexico. Een paar jaar nadat ze haar jongere zus Alexis had verpleegd tijdens haar laatste dagen met dezelfde ziekte. Bij haar man Peter werd een jaar later kanker geconstateerd, hij overleed in april 2011.

## Carrière
Lorraine Hunt begon haar muzikale carrière als altvioliste, en werd 1e altviolist bij het San Jose Symphony. Op haar 26, begon ze serieus met een studie zang aan het Boston Conservatory of Music. Haar professionele carrière als zangeres begon in 1984, en in 1985 maakte ze haar opera debuut in Händels
Giulio Cesare, nadat ze Peter Sellars had ontmoet. Ze begon te werken met Craig Smith bij Emmanuel Music als altvioliste, zong daarna in het koor en zong daarna enkele hoofdrollen. Ze bleef werken met Emmanuel in de jaren 80 en 90, en een opname van haar werk met dat orkest werd in 2008 postuum uitgebracht, onder de titel Lorraine at Emmanuel.
Haar debuut bij de Metropolitan Opera maakte ze in het seizoen 1999-2000, in 11 uitvoeringen tijdens de wereldpremière van John Harbisons The Great Gatsby waarin ze de rol van Myrtle Wilson vertolkte, die de componist speciaal voor haar had geschreven. Tijdens hetzelfde seizoen nam ze ook deel aan La clemenza di Tito van the New York City Opera in de rol van Sesto, en speelde ze La Perelin in Kaija Saariaho's Clemence op het Salzburg Festival. Later zou ze slechts nog aan één productie van de Met deelnemen; in seizoen 2002-2003 zong ze de rol van Dido in Les Troyens van Berlioz, de vier uitvoeringen vonden plaats in februari 2003. Voordat ze stierf was ze geboekt om Orfeus te zingen in een nieuwe productie van Glucks Orfeo ed Euridice. Ze werd vervangen door countertenor David Daniels, met wie ze in het verleden had gewerkt, en de uitvoeringen werden aan haar herinnering opgedragen.
Gedurende haar leven gaf ze de voorkeur aan het werken met mensen die ze kende en respecteerde en waarmee ze vaak een levenslange band opbouwde, zoals Peter Sellars, Nicholas McGegan en Craig Smith.
De rollen die ze zong in haar carrière waren o.a. Sesto (Mozarts La clemenza di Tito), Carmen (Bizets Carmen), Beatrice (Berlioz' Béatrice et Bénédict), twee rollen onder leiding van William Christie en met Les Arts Florissants; Medée (titelrol in Charpentiers Medée) en Phèdre (Jean-Philippe Rameau's Hippolyte et Aricie), Theodora én Irene (Händels Theodora; Theodora in Göttingen met Nicholas McGegan, Irene bij Glyndebourne met William Christie), Minerva (Monteverdi's Il ritorno d'Ulisse in patria met René Jacobs), en de titelrollen in Händels Ariodante, Susanna en Serse.
Ze heeft een aantal opnamen gemaakt, waaronder werken van Bach en Händel, maar ook van het moderne repertoire zoals dat van haar man.
De kritieken over haar werk waren in het algemeen zeer lovend. Velen roemden haar stem, stijlgevoel en grote inlevingsvermogen.
De mensen met wie ze samenwerkte spraken veelvuldig over haar vastbeslotenheid om een stuk leven in te blazen. Deze persoonlijke zoektocht riep vergelijkingen op met Maria Callas.
In juni 2005 was ze voor het laatst in Nederland te horen, tijdens een opvoering die Peter Sellars had gemaakt naar aanleiding van de Bach Cantates #82 en #199. Haar laatste publieke optredens vonden plaats op 16, 17 en 18 maart 2006 in de Orchestra Hall in Chicago. Ze nam daar deel aan de 2e symfonie van Mahler onder leiding van Michael Tilson Thomas, de sopraan solist was Celena Shafer.
In 2007 won ze postuum een Grammy in de categorie Best Classical Vocal Performance voor Rilke Songs van haar man, en in 2008 won ze wederom postuum in dezelfde categorie voor Neruda Songs, dat ook door haar man werd gecomponeerd.

## Opnamen
- Handel: Susanna - Harmonia Mundi (1990)
- Handel: Theodora - Harmonia Mundi (1992)
- Georg Frideric Handel: Arias for Durastanti - Harmonia Mundi (1992)
- George Frideric Handel: Clori, Tirsi E Fileno - Harmonia Mundi (1992)
- Handel Arias - Harmonia Mundi (1994)
- Purcell: The Fairy Queen - Virgin (1994)
- Handel: Ariodante - Harmonia Mundi (1996)
- Radio 3 Lunchtime Concert: Lorraine Hunt Lieberson & Roger Vignoles - BBC Music (1999)
- Bach: Anna Magdalena Bach Notebook (Highlights)- Classical Express (2001)
- John Adams: El Niño - Elektra/Nonesuch (2001)
- Bach: Cantatas BWV 82 and 199 - Nonesuch (2003)
- Handel: Arias from Theodora, Serse / Cantata - La Lucrezia - Avie (2004) (Genomineerd voor een Grammy)[8]
- Rilke Songs - Bridge (2006) (Grammy Best Classical Vocal Performance)
- Lorraine Hunt Lieberson sings Peter Lieberson: Neruda Songs - Nonesuch (2007) (Grammy Best Classical Vocal Performance)[9]
- Songs by Mahler, Handel & Peter Lieberson - Wigmore Hall (2007)
- Spanish Love Songs - Bridge (2007)
- Lorraine at Emmanuel - Avie (2008)
- Schumann: Frauenliebe und -leben; Brahms: 8 Songs Op. 57 - Wigmore Hall (2008)
- Recital: Lorraine Hunt Lieberson at Ravinia - Harmonia Mundi (2009)
- Berlioz: Les Nuits d'été; Handel: Arias - Philharmonia Baroque (2011)
- Handel: Theodora - Glyndebourne (2012)